# Wildcats de Davidson
Les Wildcats de Davidson sont le nom des équipes sportives du Davidson College implanté dans l'État de la Caroline du Nord. La section basket-ball est la plus connue. Elle évolue dans le championnat universitaire américain (NCAA).

## Historique
C'est dans cette équipe qu'a évolué le meneur et double MVP de la saison régulière de la NBA Stephen Curry entre 2006 et 2009, avant d'être sélectionné en septième position de la draft 2009 par les Warriors de Golden State.